# Unione Sportiva Triestina Calcio 2009-2010
Questa pagina raccoglie i dati riguardanti l'Unione Sportiva Triestina Calcio nelle competizioni ufficiali della stagione 2009-2010.

## Stagione
Nella stagione 2009-2010 la Triestina, dopo aver rescisso il contratto col tecnico Rolando Maran, si affida all'ex allenatore del Treviso Luca Gotti. Anche Gian Piero Ventura, poi accasatosi al Bari al posto di Antonio Conte, ed Elio Gustinetti sono stati per lungo tempo indicati come possibili nuovi tecnici della formazione alabardata.
La campagna acquisti e cessioni vede le partenze di alcuni dei protagonisti delle ultime stagioni come Riccardo Allegretti, Pablo Granoche, Filippo Antonelli Agomeri e Ildefonso Lima. Tra gli acquisti c'è da segnalare il ritorno per la quarta volta di Denis Godeas. Dopo la partenza del vecchio capitano Allegretti, è il triestino Nicola Princivalli a portare la fascia. Il presidente Stefano Fantinel viene eletto presidente di categoria per la Serie B all'interno della Lega Calcio.
Dopo un buon avvio, in cui la squadra passa i primi due turni di Coppa Italia e fa 7 punti nelle prime tre gare di campionato (e in cui mantiene in tutti i 5 primi impegni la porta inviolata), la Triestina incappa in un periodo negativo.
La squadra, tra la metà di settembre e i primi di ottobre, fa un punto in cinque gare, in cui subisce ben 13 gol. Il 6 ottobre il tecnico Luca Gotti viene esonerato. Al suo posto viene incaricato Mario Somma, dopo che erano stati avvicinati alla Triestina Giuseppe Iachini, accasatosi al Brescia, Andrea Mandorlini, Renzo Ulivieri ed Ezio Rossi.
Il giorno seguente viene firmato il nuovo contratto che lega la Triestina con Giorgio Gorgone, svincolatosi a giugno.
Con Somma la squadra ottiene sette risultati utili consecutivi e il passaggio del turno in Coppa Italia. Tra la fine di novembre e l'inizio di febbraio però viene vissuta una fase negativa con soli 4 punti in nove incontri di campionato. Dopo la sconfitta casalinga col Sassuolo Somma viene così esonerato. Al suo posto viene ingaggiato Daniele Arrigoni.
Anche col nuovo tecnico la squadra vive un inizio positivo in cui coglie 15 punti in 8 partite. A questo fanno seguito quattro sconfitte che la fanno precipitare in zona retrocessione. Il finale di campionato sarà in chiaroscuro, fino allo spareggio play-out, perso contro il Padova.
A seguito dell'esclusione dell'Ancona dal campionato per inadempienze finanziarie la società sarà poi ripescata nel campionato di B.

## Divise e sponsor
Lo sponsor tecnico della società è, anche per questa stagione, la Mass. Nelle gare interne di campionato e di Coppa Italia la Triestina ha sfoggiato il marchio Fantinel mentre, in quelle esterne Testa & Molinaro.

## Società
Area direttiva
- Presidente: Stefano Fantinel
- Vice Presidente: Antonino Carnelutti
- Amministratore Delegato: Enzo Ferrari

Area organizzativa
- Responsabile amministrativo: Alessandra Dimini
- Dirigente accompagnatore: Dino Lodolo
- Addetto all'arbitro: Tito Rocco
- Segreteria: Stefano Bazzacco
- Team manager: Marco Cernaz

Area Marketing
- Responsabile marketing e affari generali: Ileana Cernaz
- Addetto Stampa: Marco Cernaz

Area tecnica
- Direttore sportivo: Franco De Falco
- Allenatore: Daniele Arrigoni
- Allenatore in seconda: Nicola Cancelli
- Preparatore atletico: Carlo Spignoli
- Preparatore atletico: Luca Bossi
- Preparatore dei portieri: Paolo De Toffol

Area sanitaria
- Responsabile sanitario: Dott. Eberardo Chiella
- Medico Sociale: Dott. Michele Luise, Dott. Sergio Barnobi

## Rosa
| N. |                     | Ruolo | Calciatore                    |
| -- | ------------------- | ----- | ----------------------------- |
| 1  | Italia (bandiera)   | P     | David Dei                     |
| 3  | Italia (bandiera)   | D     | Rocco Sabato                  |
| 4  | Italia (bandiera)   | C     | Luca Tabbiani                 |
| 5  | Italia (bandiera)   | D     | Giuseppe Scurto               |
| 6  | Svizzera (bandiera) | D     | Alain Nef                     |
| 7  | Italia (bandiera)   | A     | Francesco Volpe               |
| 8  | Italia (bandiera)   | D     | Daniele Magliocchetti         |
| 9  | Italia (bandiera)   | C     | Giorgio Gorgone               |
| 10 | Uruguay (bandiera)  | A     | Mateo Figoli                  |
| 10 | Italia (bandiera)   | A     | Cristian Pasquato             |
| 12 | Italia (bandiera)   | C     | Nicola Princivalli (capitano) |
| 13 | Italia (bandiera)   | D     | Dario D'Ambrosio              |
| 14 | Ghana (bandiera)    | C     | Edmund Etse Hottor            |
| 14 | Italia (bandiera)   | C     | Roberto D'Aversa              |
| 15 | Irlanda (bandiera)  | C     | Conor McCormack               |
| 16 | Italia (bandiera)   | D     | Marcello Cottafava            |
| 17 | Austria (bandiera)  | A     | Marko Stanković               |
| 18 | Cile (bandiera)     | C     | Nicolás Crovetto              |
| 19 | Uruguay (bandiera)  | C     | Leandro De Los Santos         |
| 19 | Italia (bandiera)   | C     | Luca Villanovich              |

| N. |                      | Ruolo | Calciatore        |
| -- | -------------------- | ----- | ----------------- |
| 20 | Rep. Ceca (bandiera) | A     | Jaroslav Šedivec  |
| 21 | Italia (bandiera)    | C     | Emiliano Testini  |
| 22 | Italia (bandiera)    | P     | Michael Agazzi    |
| 23 | Italia (bandiera)    | A     | Luigi Della Rocca |
| 24 | Italia (bandiera)    | P     | Federico Macor    |
| 25 | Nigeria (bandiera)   | C     | Andrea Cossu      |
| 27 | Italia (bandiera)    | P     | Alex Calderoni    |
| 30 | Italia (bandiera)    | C     | Riccardo Gissi    |
| 31 | Italia (bandiera)    | C     | Mattia Olivotto   |
| 32 | Italia (bandiera)    | D     | Riccardo Colombo  |
| 44 | Italia (bandiera)    | D     | Riccardo Brosco   |
| 62 | Romania (bandiera)   | A     | Cristian Cristea  |
| 77 | Italia (bandiera)    | C     | Luca Siligardi    |
| 83 | Romania (bandiera)   | C     | Adrian Piț        |
| 88 | Brasile (bandiera)   | A     | Felipe Sodinha    |
| 90 | Italia (bandiera)    | P     | Riccardo Durandi  |
| 91 | Italia (bandiera)    | C     | Claudio Pani      |
| 92 | Italia (bandiera)    | A     | Emanuele Busetto  |
| 97 | Francia (bandiera)   | D     | Thierry Audel     |
| 99 | Italia (bandiera)    | A     | Denis Godeas      |

## Calciomercato

### Sessione estiva(dall'1/7 all'1/9)
| Arrivi | Arrivi                | Arrivi     | Arrivi        |
| R.     | Nome                  | da         | Modalità      |
| ------ | --------------------- | ---------- | ------------- |
| P      | Riccardo Durandi      | Ascoli     | definitivo    |
| D      | Thierry Audel         | San Marino | fine prestito |
| D      | Riccardo Brosco       | Roma       | prestito      |
| D      | Dario D'Ambrosio      | Lecco      | definitivo    |
| D      | Daniele Magliocchetti | Cagliari   | prestito      |
| D      | Alain Nef             | Udinese    | prestito      |
| D      | Rocco Sabato          |            | svincolato    |
| D      | Giuseppe Scurto       |            | svincolato    |
| C      | Nicolás Corvetto      | Udinese    | prestito      |
| C      | Andrea Cossu          | Lanciano   | fine prestito |
| C      | Riccardo Gissi        |            | svincolato    |
| C      | Luca Siligardi        | Inter      | prestito      |
| A      | Denis Godeas          | Mantova    | definitivo    |
| A      | Jaroslav Šedivec      | Mantova    | fine prestito |
| A      | Francesco Volpe       | Livorno    | prestito      |

| Partenze | Partenze                  | Partenze   | Partenze      |
| R.       | Nome                      | a          | Modalità      |
| -------- | ------------------------- | ---------- | ------------- |
| D        | Fabrizio Cacciatore       | Sampdoria  | fine prestito |
| D        | Ildefonso Lima            |            | svincolato    |
| D        | Andrea Milani             | Ancona     | definitivo    |
| D        | Mauro Minelli             | Catania    | fine prestito |
| D        | Martin Petráš             |            | svincolato    |
| D        | Erminio Rullo             | Napoli     | fine prestito |
| C        | Riccardo Allegretti       | Bari       | definitivo    |
| C        | Filippo Antonelli Agomeri |            | svincolato    |
| C        | Michael Cia               | Atalanta   | fine prestito |
| C        | Giorgio Gorgone           |            | svincolato    |
| A        | Matteo Ardemagni          | Cittadella | prestito      |
| A        | Pablo Granoche            | Chievo     | fine prestito |
| A        | Isah Eliakwu              |            | svincolato    |

### Trasferimenti tra le due sessioni
| Arrivi | Arrivi          | Arrivi     | Arrivi   |
| R.     | Nome            | da         | Modalità |
| ------ | --------------- | ---------- | -------- |
| C      | Giorgio Gorgone | svincolato |          |

### Sessione invernale(dal 2/1 al 1/2)
| Arrivi | Arrivi            | Arrivi    | Arrivi     |
| R.     | Nome              | da        | Modalità   |
| ------ | ----------------- | --------- | ---------- |
| P      | Alex Calderoni    | Torino    | definitivo |
| D      | Riccardo Colombo  | Torino    | prestito   |
| C      | Roberto D'Aversa  | Gallipoli | definitivo |
| C      | Adrian Piț        | Roma      | prestito   |
| A      | Cristian Pasquato | Juventus  | prestito   |
| A      | Sodinha           | Udinese   | prestito   |

| Partenze | Partenze           | Partenze | Partenze     |
| R.       | Nome               | a        | Modalità     |
| -------- | ------------------ | -------- | ------------ |
| P        | Michael Agazzi     | Cagliari | comproprietà |
| D        | Nicolás Corvetto   | Taranto  | [ 23 ]       |
| C        | Edmund Etse Hottor | Milan    | comproprietà |
| A        | Mateo Figoli       | León     | prestito     |

## Risultati

### Campionato

#### Girone di andata
| Mantova 21 agosto 2009, ore 20:45 CEST 1ª giornata | Mantova            | 0 – 0 referto | Triestina | Stadio Danilo Martelli (6.264 spett.)\| Arbitro: \| Velotto (Grosseto) \| |
| Arbitro:                                           | Velotto (Grosseto) |               |           |                                                                           |

| Arbitro: | Gallione (Alessandria) |

|         |           |  |
| Nef 30’ | Marcatori |  |

| Arbitro: | Guida (Torre Annunziata) |

|                       |           |               |
| Riccio 48’ Fusani 56’ | Marcatori | 84’ Siligardi |

| Arbitro: | Giannoccaro (Lecce) |

|                                   |           |  |
| Della Rocca 47’ (rig.) Godeas 79’ | Marcatori |  |

| Arbitro: | Nasca (Bari) |

|                                                        |           |            |
| Sinigaglia 4’ De Feudis 31’ do Prado 61’ Schelotto 78’ | Marcatori | 9’ Testini |

| Arbitro: | Gervasoni (Mantova) |

|                   |           |                                                  |
| Godeas 84’ (rig.) | Marcatori | 2’ Defendi 37’ Giacomazzi 74’ Fabiano 88’ Corvia |

| Vicenza 26 settembre 2009, ore 15:30 CEST 7ª giornata | Vicenza                | 0 – 0 referto | Triestina | Stadio Romeo Menti (6.865 spett.)\| Arbitro: \| Gallione (Alessandria) \| |
| Arbitro:                                              | Gallione (Alessandria) |               |           |                                                                           |

| Arbitro: | Doveri (Roma) |

|                            |           |                                |
| Sala 11’ (aut.) Godeas 51’ | Marcatori | 21’ Sala 33’ Laner 53’ Cellini |

| Arbitro: | Giancola (Vasto) |

|          |           |               |
| Éder 39’ | Marcatori | 63’ Siligardi |

| Arbitro: | Nasca (Bari) |

|             |           |  |
| Volpe 45+1’ | Marcatori |  |

| Padova 24 ottobre 2009, ore 15:30 CEST 11ª giornata | Padova             | 0 – 0 referto | Triestina | Stadio Euganeo (6.963 spett.)\| Arbitro: \| Baracani (Firenze) \| |
| Arbitro:                                            | Baracani (Firenze) |               |           |                                                                   |

| Arbitro: | Ciampi (Roma) |

|                        |           |  |
| Testini 7’ Sedivec 82’ | Marcatori |  |

| Arbitro: | Tozzi (Ostia Lido) |

|                        |           |                       |
| A. Caracciolo 65’, 87’ | Marcatori | 45’ Testini 50’ Volpe |

| Arbitro: | Celi (Campobasso) |

|                |           |  |
| Godeas 8’, 79’ | Marcatori |  |

| Arbitro: | Doveri (Roma) |

|                        |           |  |
| Testini 73’ Godeas 81’ | Marcatori |  |

| Arbitro: | Pierpaoli (Firenze) |

|                |           |  |
| Bruno 17’, 66’ | Marcatori |  |

| Trieste 5 dicembre 2009, ore 15:30 CET 17ª giornata | Triestina    | 0 – 0 referto | Crotone | Stadio Nereo Rocco (6.327 spett.)\| Arbitro: \| Nasca (Bari) \| |
| Arbitro:                                            | Nasca (Bari) |               |         |                                                                 |

| Arbitro: | Ciampi (Roma) |

|                               |           |             |
| Missiroli 37’, 57’ Pagano 71’ | Marcatori | 11’ Testini |

| Arbitro: | Velotto (Grosseto) |

|               |           |                               |
| Cottafava 10’ | Marcatori | 55’, 64’ Çani 90’ Moscardelli |

| Arbitro: | Guida (Torre Annunziata) |

|                       |           |                 |
| Mastronunzio 36’, 57’ | Marcatori | 88’ Della Rocca |

| Arbitro: | Gallione (Alessandria) |

|  |           |                                           |
|  | Marcatori | 50’ Troianiello 55’ Santoruvo 70’Cariello |

#### Girone di ritorno
| Arbitro: | Celi (Campobasso) |

|                         |           |             |
| Testini 26’, 57’ (rig.) | Marcatori | 79’ Lanzoni |

| Arbitro: | Giancola (Vasto) |

|                                    |           |             |
| Freddi 32’ Pinilla 66’, 82’ (rig.) | Marcatori | 90+1’ Audel |

| Arbitro: | Rocchi (Firenze) |

|  |           |              |
|  | Marcatori | 47’ Quadrini |

| Arbitro: | Romeo (Verona) |

|            |           |                                  |
| Caputo 79’ | Marcatori | 35’ Siligardi 39’ (rig.) Testini |

| Trieste 20 febbraio 2010, ore 14:00 CET 26ª giornata | Triestina     | 0 – 0 referto | Cesena | Stadio Nereo Rocco (6.134 spett.)\| Arbitro: \| Ciampi (Roma) \| |
| Arbitro:                                             | Ciampi (Roma) |               |        |                                                                  |

| Arbitro: | Guida (Torre Annunziata) |

|            |           |              |
| Baclet 80’ | Marcatori | 64’ Pasquato |

| Trieste 6 marzo 2010, ore 15:30 CET 28ª giornata | Triestina          | 0 – 0 referto | Vicenza | Stadio Nereo Rocco (6.438 spett.)\| Arbitro: \| Calvarese (Teramo) \| |
| Arbitro:                                         | Calvarese (Teramo) |               |         |                                                                       |

| Arbitro: | Nasca (Bari) |

|                  |           |                                          |
| Luoni 23’ (aut.) | Marcatori | 11’ Della Rocca 90+3’ (rig.) Princivalli |

| Arbitro: | Tommasi (Bassano del Grappa) |

|                |           |  |
| Della Rocca 2’ | Marcatori |  |

| Arbitro: | Tozzi (Ostia Lido) |

|                           |           |                    |
| Mancini 51’ Pederzoli 63’ | Marcatori | 70’ (rig.) Testini |

| Arbitro: | Guida (Torre Annunziata) |

|                           |           |              |
| Cottafava 26’ Colombo 67’ | Marcatori | 44’ Pătrașcu |

| Arbitro: | Pinzani (Empoli) |

|             |           |  |
| Loria 90+3’ | Marcatori |  |

| Arbitro: | Ciampi (Roma) |

|  |           |           |
|  | Marcatori | 83’ Kozák |

| Arbitro: | Peruzzo (Schio) |

|                      |           |  |
| Antenucci 10’ (rig.) | Marcatori |  |

| Arbitro: | N. Stefanini (Prato) |

|                              |           |  |
| Bellazzini 26’ Pettinari 61’ | Marcatori |  |

| Arbitro: | Velotto (Grosseto) |

|                        |           |           |
| Della Rocca 59’ (rig.) | Marcatori | 72’ Bruno |

| Arbitro: | Giancola (Vasto) |

|                            |           |  |
| Viviani 41’ Gabionetta 84’ | Marcatori |  |

| Arbitro: | Doveri (Roma) |

|                             |           |               |
| Della Rocca 10’ Colombo 83’ | Marcatori | 25’ Missiroli |

| Piacenza 15 maggio 2010, ore 15:30 CEST 40ª giornata | Piacenza            | 0 – 0 referto | Triestina | Stadio Leonardo Garilli (2.863 spett.)\| Arbitro: \| Mazzoleni (Bergamo) \| |
| Arbitro:                                             | Mazzoleni (Bergamo) |               |           |                                                                             |

| Arbitro: | C. Russo (Nola) |

|                                     |           |             |
| Scurto 47’ Della Rocca 90+5’ (rig.) | Marcatori | 57’ Cosenza |

| Arbitro: | Damato (Barletta) |

|                              |           |                           |
| Troianiello 11’ Stellone 56’ | Marcatori | 20’ Testini 90’ Siligardi |

#### Play Out
| Padova 4 giugno 2010, ore 20:45 CEST Andata | Padova                   | 0 – 0 referto | Triestina | Stadio Euganeo (13.553 spett.)\| Arbitro: \| Morganti (Ascoli Piceno) \| |
| Arbitro:                                    | Morganti (Ascoli Piceno) |               |           |                                                                          |

| Arbitro: | Tagliavento (Terni) |

|  |           |                                          |
|  | Marcatori | 2’ Vantaggiato 66’ Cuffa 85’ Bonaventura |

### Coppa Italia
| Arbitro: | Tommasi (Bassano del Grappa) |

|                    |           |  |
| Godeas 101’ (rig.) | Marcatori |  |

| Arbitro: | Peruzzo (Schio) |

|             |           |  |
| Sedivec 82’ | Marcatori |  |

| Arbitro: | Baracani (Firenze) |

|               |           |  |
| Stanković 52’ | Marcatori |  |

| Arbitro: | Morganti (Ascoli Piceno) |

|                                           |           |                       |
| Brighi 45’ Vučinić 60’ Júlio Baptista 80’ | Marcatori | 4’ (rig.) Della Rocca |

## Giovanili

### Organigramma societario
Area direttiva
- Responsabile: Franco Schiraldi
- Segretario settore giovanile: Lorenzo Balzano
- Allenatore squadra primavera: Alessandro Danelutti